# Tyla Rattray
Tyla Rattray (Durban, 8 novembre 1985) è un pilota motociclistico sudafricano ritiratosi dall'attività agonistica.

## Carriera
Muove i suoi primi passi nel mondo del Motocross sul finire degli anni novanata. Nel 2000 è entrato nella squadra giovanile KTM per le competizioni del campionato europeo, tedesco e olandese, oltre ad alcune competizioni internazionali. Ha vinto il campionato olandese 125cc nel 2003.

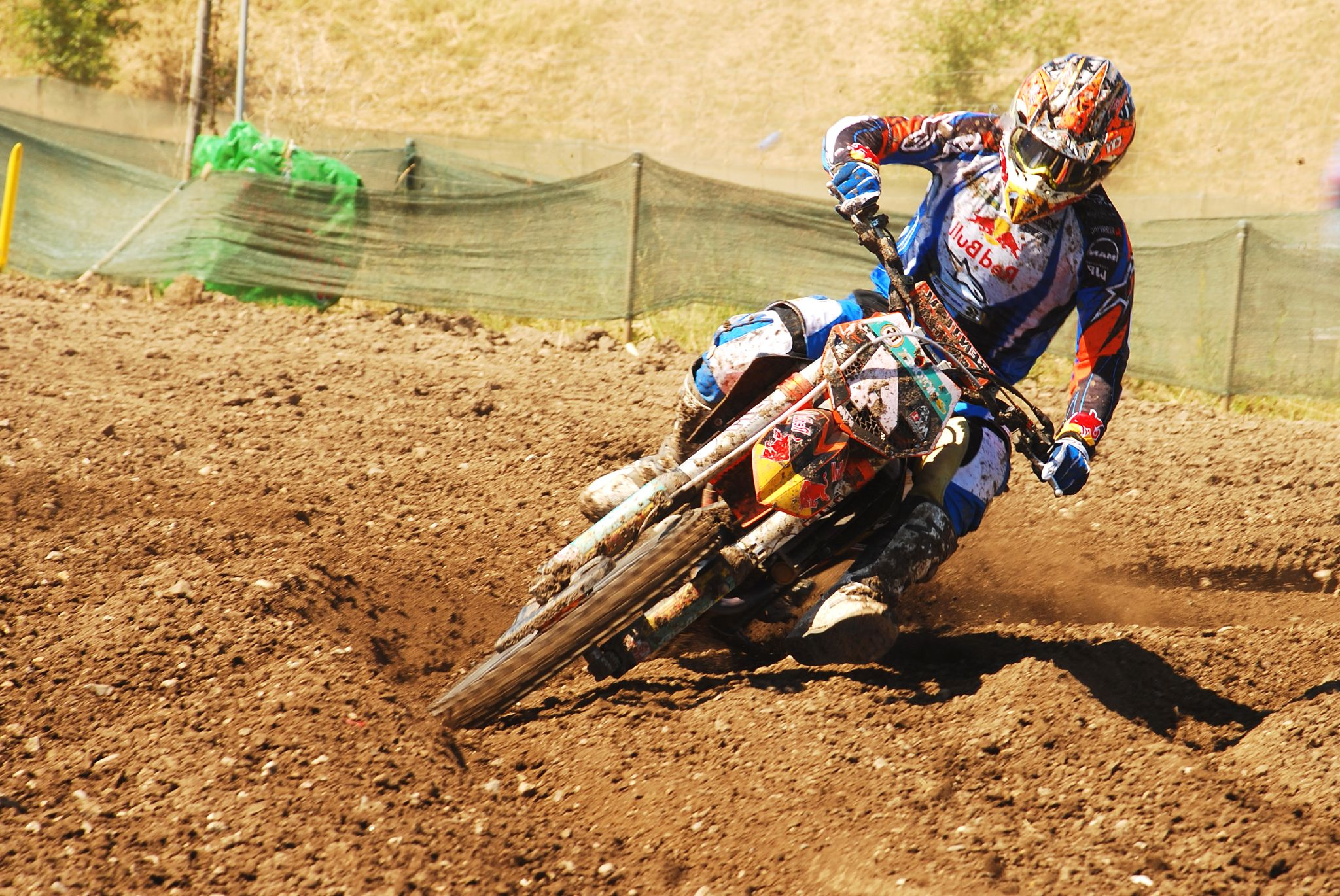
Rattray in una fase di gara nel 2008.

Dal 2004 in poi Rattray ha gareggiato per il team ufficiale KTM. Quell'anno vinse tre Gran Premi e divenne vice campione del mondo dietro al suo compagno di squadra Ben Townley. Dal 2005 al 2007 vinse complessivamente sette Gran Premi, ma gli infortuni limitarono le sue ambizioni di titolo. Nel 2008 vinse quattro Gran Premi e divenne campione del mondo.
Dal 2009, Rattray ha iniziato a correre per la Kawasaki negli Stati Uniti. Nel 2014, Rattray è tornato al Campionato mondiale di motocross, guidando per il team Husqvarna del pilota di Formula 1 Kimi Räikkönen. Gli infortuni sono stati ancora una volta il filo conduttore della stagione di Rattray che non è riuscito ad andare oltre il diciassettesimo posto. Nel 2015 ha corso nel Campionato del mondo MXGP con una Kawasaki. Ha concluso al tredicesimo posto nella classifica finale e ha concluso la sua carriera pur rimanendo nel mondo delle corse come preparatore.

## Palmarès
| Mondiali motocross |              |      |
| Oro                | Mondiale MX2 | 2008 |